# Ciudad Mante
Ciudad Mante es una localidad situada en la zona rural del estado de Tamaulipas, en la región noreste de México. Esta ciudad es la cabecera del municipio de El Mante y se encuentra en la parte sur del estado, a una distancia de 110 kilómetros en línea recta al sur de la capital estatal, Ciudad Victoria. 
Según el censo realizado por el INEGI en 2020, Ciudad Mante cuenta con una población de 79,515 habitantes. Localmente, esta ciudad es conocida simplemente como “El Mante”, lo que puede generar cierta confusión, ya que el mismo nombre se utiliza para referirse tanto al municipio como a la cabecera municipal. 
Esta dualidad en la denominación puede llevar a malentendidos cuando se habla de las dos divisiones geográficas diferentes. Actualmente la ciudad es un reflejo de la rica herencia de la región Huasteca, sus tradiciones, gastronomía y festividades están profundamente arraigadas en esta cultura, lo que se manifiesta en la vida cotidiana de sus habitantes donde se celebra diversas festividades a lo largo del año, que incluyen música, danza y comida típica, atrayendo tanto a locales como a visitantes. 

## Historia

### Origen de la palabraMante
Algunos datos que la palabra Mante proviene de tres vocablos del náhuatl "man", "atl" y "tetl" que significa "lugar de", "agua" y "piedra", por lo que unidos significarían "lugar del agua en la piedra", en clara alusión al nacimiento del Río Mante en la Sierra de Cucharas. Sin embargo se sabe que indígenas nahuas jamás habitaron esta región. 
Otra teoría indica que las tribus que vivían aquí eran huastecas y el lenguaje que utilizaban era el "tének" o "huasteco", pero no náhuatl. Conforme a consultas a diversos especialistas que han profundizado en el estudio del "tének", se sabe que la palabra "Mante" es de ese origen y que se forma con dos raíces que son: "man", que significa "amarillo" y "te" que significa "palo o árbol". Salta a la vista que se refiere al árbol del mismo nombre, cuyo fruto, cuando madura es de un amarillo intenso.

## Clima

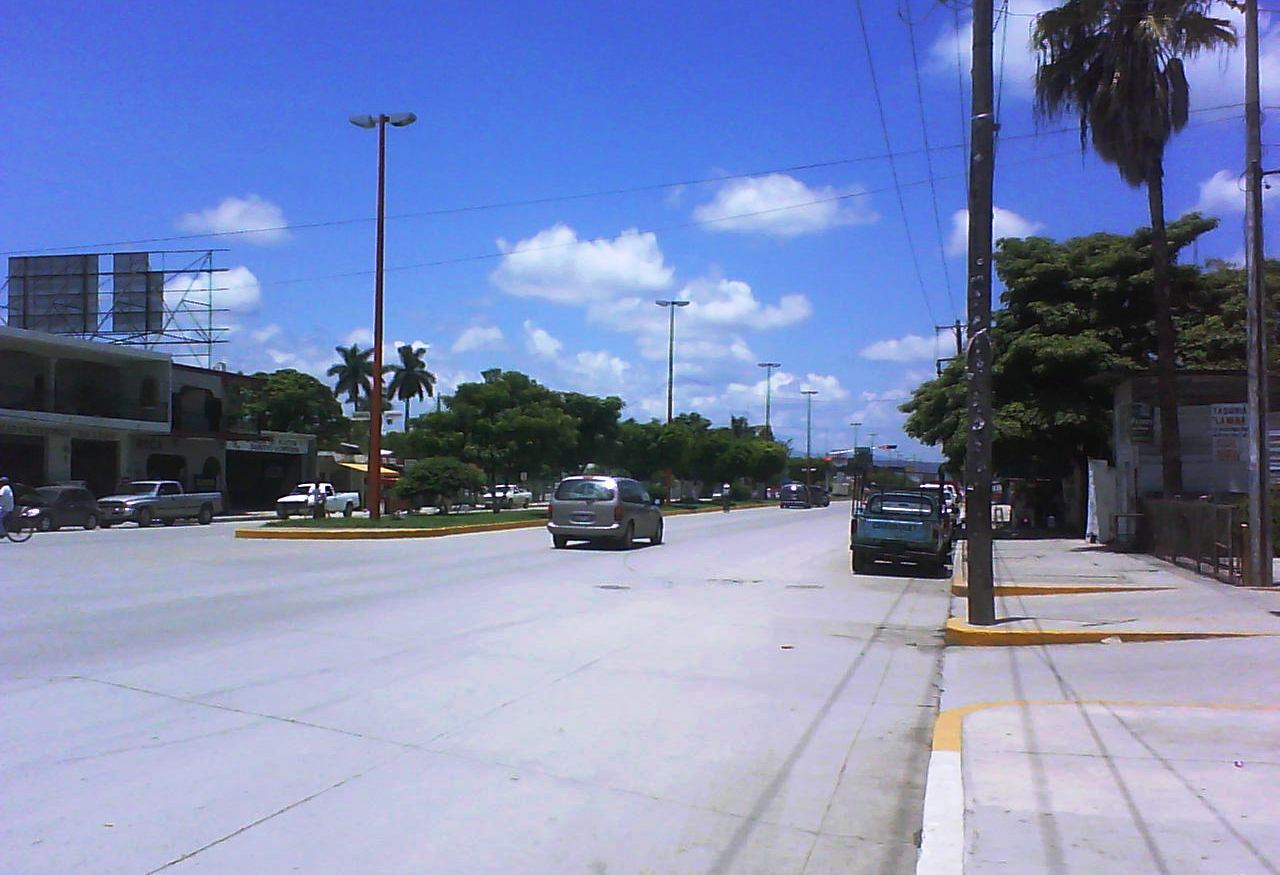
Día soleado en Ciudad Mante

El clima cálido húmedo (tropical) predomina a la región con temperaturas que van desde los 40 a 46 °C en los meses de junio y julio, mientras que en invierno desciende hasta -5 °C; la precipitación alcanza los 1000 milímetros anuales; los vientos dominantes provienen del este y sureste. 
| Parámetros climáticos promedio de Ciudad Mante | Parámetros climáticos promedio de Ciudad Mante | Parámetros climáticos promedio de Ciudad Mante | Parámetros climáticos promedio de Ciudad Mante | Parámetros climáticos promedio de Ciudad Mante | Parámetros climáticos promedio de Ciudad Mante | Parámetros climáticos promedio de Ciudad Mante | Parámetros climáticos promedio de Ciudad Mante | Parámetros climáticos promedio de Ciudad Mante | Parámetros climáticos promedio de Ciudad Mante | Parámetros climáticos promedio de Ciudad Mante | Parámetros climáticos promedio de Ciudad Mante | Parámetros climáticos promedio de Ciudad Mante | Parámetros climáticos promedio de Ciudad Mante |
| Mes                                            | Ene.                                           | Feb.                                           | Mar.                                           | Abr.                                           | May.                                           | Jun.                                           | Jul.                                           | Ago.                                           | Sep.                                           | Oct.                                           | Nov.                                           | Dic.                                           | Anual                                          |
| ---------------------------------------------- | ---------------------------------------------- | ---------------------------------------------- | ---------------------------------------------- | ---------------------------------------------- | ---------------------------------------------- | ---------------------------------------------- | ---------------------------------------------- | ---------------------------------------------- | ---------------------------------------------- | ---------------------------------------------- | ---------------------------------------------- | ---------------------------------------------- | ---------------------------------------------- |
| Temp. máx. abs. (°C)                           | 40.0                                           | 43.0                                           | 46.0                                           | 49.0                                           | 48.5                                           | 45.0                                           | 40.0                                           | 43.0                                           | 40.5                                           | 41.0                                           | 42.0                                           | 38.0                                           | 49.0                                           |
| Temp. máx. media (°C)                          | 25.6                                           | 27.8                                           | 31.2                                           | 34.0                                           | 35.9                                           | 35.8                                           | 34.7                                           | 35.4                                           | 34.0                                           | 31.9                                           | 28.9                                           | 26.0                                           | 31.8                                           |
| Temp. media (°C)                               | 18.7                                           | 20.5                                           | 23.8                                           | 26.7                                           | 29.1                                           | 29.4                                           | 28.7                                           | 29.0                                           | 27.9                                           | 25.5                                           | 22.3                                           | 19.4                                           | 25.1                                           |
| Temp. mín. media (°C)                          | 11.9                                           | 13.2                                           | 16.3                                           | 19.3                                           | 22.3                                           | 23.0                                           | 22.6                                           | 22.7                                           | 21.9                                           | 19.1                                           | 15.7                                           | 12.8                                           | 18.4                                           |
| Temp. mín. abs. (°C)                           | 0.0                                            | 0.0                                            | 1.5                                            | 5.0                                            | 9.0                                            | 16.0                                           | 16.0                                           | 5.0                                            | 12.0                                           | 5.0                                            | 1.0                                            | -5.0                                           | -5.0                                           |
| Precipitación total (mm)                       | 21.2                                           | 14.6                                           | 14.8                                           | 43.0                                           | 92.6                                           | 165.0                                          | 212.3                                          | 143.9                                          | 166.9                                          | 86.8                                           | 32.5                                           | 25.3                                           | 1,018.9                                        |
| Fuente:                                        |                                                |                                                |                                                |                                                |                                                |                                                |                                                |                                                |                                                |                                                |                                                |                                                |                                                |

### Medio ambiente
En octubre de 2009 fue inaugurada la Planta tratadora de aguas residuales en Ciudad Mante, la cual en sus inicios solo funcionaba al 25% de su capacidad total, pero ahora terminada se logrará al cien por ciento el saneamiento de las aguas residuales y será posible reutilizar dichas aguas para incrementar el riego agrícola de El Mante y sus alrededores sin ningún problema para la salud.

## Economía
La economía de la ciudad gira principalmente en torno a otras actividades que se realizan en el municipio de El Mante y zonas aledañas: agricultura, ganadería, pesca, minería a cielo abierto, turismo de naturaleza, etc. En la zona urbana además se ubican algunas pequeñas y medianas industrias, así como las comerciales y de servicios. 

### Industria azucarera

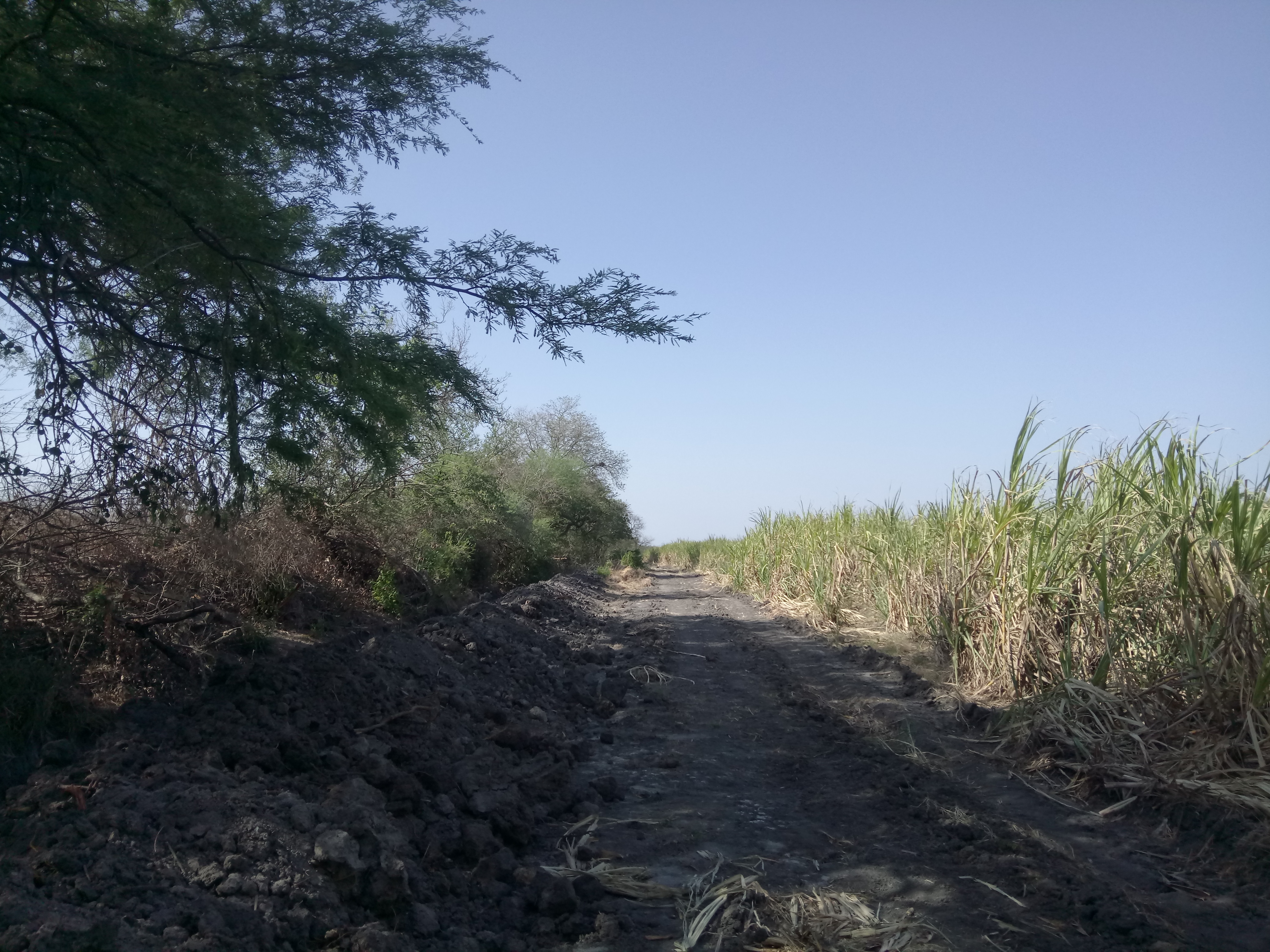
Parcelas de caña.

La ciudad debe gran parte de su crecimiento a la industria azucarera ya que, desde los años treinta con la creación de la Cooperativa Ingenio Mante, la producción de azúcar trajo un gran auge económico. El municipio de El Mante aún sigue siendo uno de los principales productores nacionales de azúcar derivada de la caña. Cada año durante la llamada Zafra, la caña es cortada y llevada en camiones (despeinadas) al Ingenio para poder ser procesada, convertida en azúcar y almacenada en costales para su posterior distribución.
Desde su fundación, hasta septiembre del 2020, el Ingenio Mante fue propiedad de la Familia Sáenz, adoptando el nombre de "Ingenio Aarón Sáenz Garza", durante 2019, presentó diversos problemas económicos de solvencia, lo cual orillo a Grupo Sáenz a vender este ingenio a la empresa Grupo Pantaleón, originaria de Guatemala, la cual lo opera hasta la actualidad

### Otras agroindustrias
El procesamiento de productos agrícolas ha sido durante mucho tiempo la actividad predominante y generadora de derrame económico, siendo así, que ahora cuenta con su propio corredor industrial. Los principales cultivos que se distribuyen y manejan en la ciudad son, además de la caña de azúcar, el maíz, frijol, arroz, sorgo, cártamo, soya y agave azul. Mante a lo largo de la historia ha ocupado destacados lugares a nivel nacional en la cosecha de: tomate, algodón, caña de azúcar, mango, madera, maíz y sorgo. En la zona sur de la ciudad en la conocida zona temporalera es conde predomina los cultivos de grano, principalmente el sorgo, siendo unos de principales sustentos de esta zona.

### Comercio
Ocupa un lugar muy importante para la economía del municipio la actividad comercial, ya que Mante se ha convertido en el eje comercial de la región. La gente de los municipios aledaños acude a la ciudad para realizar la mayoría de sus compras, donde pueden encontrar centros comerciales, tiendas especializadas, un cine, bancos, entre otros.

### Industria
La pequeña y mediana industria se dedica a la fabricación de prendas de vestir y otros artículos confeccionados con textiles. También existen procesadoras de alimento, una planta procesadora de sábila, una planta para elaborar materiales asfálticos, fábricas de cal, empacadoras de frutas y pequeñas industrias metálicas. Se cuenta con un parque industrial con todas las facilidades, aunque poco poblado por el nulo interés en la inversión en manufacturas.

## Comunicaciones y transportes

### Transporte

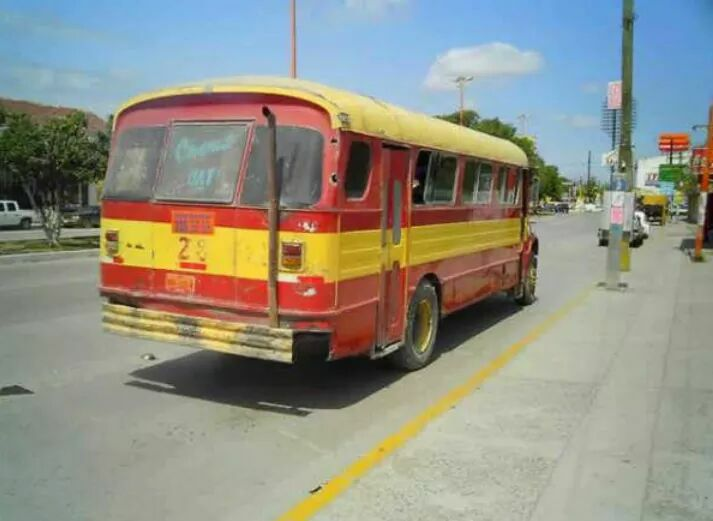
Julia de Ciudad Mante.

El transporte público tanto dentro de la ciudad como en todo el municipio abarca rutas de camiones o "combis" de LUMX y de concesionarios locales; sin embargo, hasta el año 2006 (aproximadamente) existían camiones que localmente llamaban "julias" que ofrecían rutas solo dentro de la ciudad y el ejido 20 de noviembre (última ruta conocida). Durante los años siguientes solo algunos camiones fueron renovados y las rutas restantes optaron por utilizar "combis", sin embargo dicho transporte no fue tan popular debido al alto costo y a la baja demanda, por esa razón actualmente existen los "taxis de ruta" o "carritos de ruta" que retomaron las antiguos trayectos renovando su ruta y creando nuevas.
En cuanto a rutas hacia otras ciudades, se tienen cubiertas por varias líneas de autotransportes terrestres hacia otros sitios del municipio como a destinos dentro y fuera del estado. Destacan las rutas en el estado a Ciudad Victoria, Tampico, Matamoros y Reynosa; y fuera del estado destacan los destinos de Ciudad Valles y San Luis (San Luis Potosí), Monterrey (Nuevo León) y Ciudad de México.

### Empresas transportistas
Por parte de la industria privada, operan 4 compañías tanto para viajes locales como viajes nacionales, las cuales ofrecen diferentes destinos, y tienen sus centrales de manera independiente cada una en diferentes puntos de la ciudad.
- Transpaís Único: Ofrece viajes en 3 clases (Transpaís básico, iBus y Vista ) a las ciudades de Antiguo Morelos, Tula, Tampico, Victoria, Matamoros, Reynosa, Nuevo Laredo, Monterrey, Ciudad Valles, entre otros diversos en Tamaulipas, Nuevo León y San Luis Potosí.
- Estrella Blanca: Esta empresa cuenta con más destinos, añadiendo salidas desde esta ciudad hacia diferentes puntos del país, tales como Tamaulipas, San Luis Potosí, Nuevo León, Estado de México, Ciudad de México, entre otros estados másm
- Ómnibus de México: Está empresa es la que cuenta con menos destinos saliendo de la ciudad, las cuales son solo 3, México Central Norte (CDMX), Tepozotlán(EDOMEX) y Guadalajara(Jalisco)
- Grupo Senda: Esta cuenta con salidas a diferentes puntos tanto dentro como fuera del país, tales como Tamaulipas, San Luis Potosí, Durango, Coahuila, Nuevo León, y en Estados Unidos con destinos a las ciudades de Waco, Austin, Dallas, Houston y San Antonio en Texas.

### Aeropuerto
Se cuenta con un pequeño aeropuerto oficialmente nominado como Aeródromo "Las Huastecas" o Aeropuerto de Ciudad Mante, dedicado actualmente a la aviación general y que en general sus actividades atienen a avionetas de uso agrícola.

### Ferrocarril (en desuso)
El municipio contaba con infraestructura ferroviaria desde Estación Calles (municipio de González), pasando por Xicoténcatl y Mante, la cual se conectaba con la vía Monterrey-Tampico. Este sistema anteriormente comunicaba hasta Ciudad Valles, San Luis Potosí. Sin embargo, desde alrededor de los años 90 dejó de prestar servicio y con el tiempo las vías se fueron removiendo, dejando solo algunos tramos metidos entre el monte. Actualmente el derecho de vía en Ciudad Mante se usa como camino y en algunos partes se construyeron pequeñas viviendas y otras construcciones que albergan algunos comercios.

### Telecomunicaciones
La ciudad, al igual que prácticamente todo el municipio, está integrada a la infraestructura troncal de telecomunicaciones de México. Esta infraestructura es esencial para la transmisión de señales de telegrafía, voz, sonido e imágenes. La red de microondas del Gobierno Federal y de Telmex forma la columna vertebral de este sistema, permitiendo una comunicación eficiente y confiable en toda la región. Esta red no solo facilita la comunicación entre los habitantes del municipio, sino que también conecta a la ciudad con el resto del país y el mundo, promoviendo el desarrollo económico y social.
Además de la infraestructura básica de telecomunicaciones, la ciudad cuenta con una variedad de servicios de televisión de paga, tanto por cable como satelital. Empresas como Dish, Wizz, SKY y Star TV ofrecen una amplia gama de canales y servicios, proporcionando entretenimiento y acceso a información a los hogares del municipio. Estos servicios permiten a los residentes disfrutar de una diversidad de programas, desde noticias y deportes hasta películas y series, contribuyendo a una mejor calidad de vida. En el ámbito de la telefonía móvil, el municipio está bien servido por las cuatro principales empresas de telecomunicaciones en México: Altán Redes, Movistar, Telcel y AT&T. Estas compañías ofrecen una cobertura amplia y servicios de alta calidad, asegurando que los habitantes puedan mantenerse conectados en todo momento. La disponibilidad de múltiples proveedores fomenta la competencia y mejora la calidad del servicio, beneficiando a los consumidores con mejores precios y opciones.

### Carreteras principales
- Carretera federal N.º 85 México-Nuevo Laredo, que atraviesa el municipio con dirección norte-sur, pasando por Ciudad Mante.
- Carretera federal N.º 80, que conecta con los municipios de González y Tampico.
- 52 km de carreteras estatales para la comunicación interlocal.
- 300 km de caminos revestidos para la comunicación suburbana.

### Televisión
La ciudad cuenta con las siguientes estaciones de televisión repetidoras.
| Población    | Estación (Distintivo) | Potencia (kW) | Canal físico | Canal virtual     | Nombre       | Resolución y aspecto                 | Concesionario | Tipo de concesión                                           | Notas                                                       | Notas                           | Ubicación                       | Ubicación |
| Ciudad Mante |                       |               |              |                   |              |                                      |               |                                                             |                                                             |                                 |                                 |           |
| XHCTMN-TDT   | 0.572                 | 20            | 3.1          | Imagen Televisión | •            | Cadena Tres I, S.A. de C.V.          | Comercial     | Comparte antena con XHECM-FM                                | Comparte antena con XHECM-FM                                | Xicoténcatl, Tamaulipas.        | Xicoténcatl, Tamaulipas.        |           |
| XHCMU-TDT    | 27                    | 22            | 5.1          | 5*                | 1080i - 16:9 | Radio Televisión, S.A. de C.V.       | Comercial     | •                                                           | •                                                           | Ciudad Mante, Tamaulipas.       | Ciudad Mante, Tamaulipas.       |           |
| XHBY-TDT     | 34.82                 | 23            | 1.1          | Azteca uno        | 480i - 16:9  | Televisión Azteca, S.A. de C.V.      | Comercial     | •                                                           | •                                                           | Ciudad Mante, Tamaulipas.       | Ciudad Mante, Tamaulipas.       |           |
| XHBY-TDT     | 34.82                 | 23            | 1.2          | adn40             | 480i - 16:9  | Televisión Azteca, S.A. de C.V.      | Comercial     | •                                                           | •                                                           | Ciudad Mante, Tamaulipas.       | Ciudad Mante, Tamaulipas.       |           |
| XHMBT-TDT    | 27                    | 34            | 2.1          | Las Estrellas     | 1080i - 16:9 | Televimex S.A. de C.V.               | Comercial     | •                                                           | •                                                           | Ciudad Mante, Tamaulipas.       | Ciudad Mante, Tamaulipas.       |           |
| XHKD-TDT     | 0.31                  | 27            | 7.1          | Azteca 7          | 1080i - 16:9 | Televisión Azteca, S.A. de C.V.      | Comercial     | •                                                           | •                                                           | Ciudad Valles, San Luis Potosí. | Ciudad Valles, San Luis Potosí. |           |
| XHKD-TDT     | 0.31                  | 27            | 1.1          | Azteca uno        | 480i - 16:9  | Televisión Azteca, S.A. de C.V.      | Comercial     | •                                                           | •                                                           | Ciudad Valles, San Luis Potosí. | Ciudad Valles, San Luis Potosí. |           |
| XHVTU-TDT    | 1                     | 25            | 6.1          | Canal 6           | 480i - 16:9  | Multimedios Televisión, S.A. de C.V. | Comercial     | Estación retransmisora ubicada en Gómez Farías, Tamaulipas. | Estación retransmisora ubicada en Gómez Farías, Tamaulipas. | Ciudad Victoria, Tamaulipas     | Ciudad Victoria, Tamaulipas     |           |

- - Indica a una estación de televisión en operación.
- - Indica a una estación de televisión en etapa de instalación o prueba.

### Estaciones de televisión extintas
| Nombre del canal | Indicativo del canal | Canal Virtual | Perfil de programación      | Potencia(kW) | Concesionario        | Tipo de Estación | Operado por                          | Inicio de transmisiones | Cese de transmisiones    | Causa de su cierre                                               |
| Televalles       | XHVSL-TDT            | 8.1           | Economía y Noticias Locales | 1 kW         | TV Ocho S.A. de C.V. | Comercial        | Organización Radiofónica Tamaulipeca | 26 de noviembre de 2014 | 10 de diciembre del 2022 | Insolvencia económica y venta del predio a Cadena Comercial Oxxo |

| Nombre del canal | Indicativo del canal            | Canal | Perfil de programación | Potencia(kW) | Concesionario | Tipo de Estación | Operado por | Inicio de transmisiones | Cese de transmisiones   | Causa de su cierre    |
| Canal 13 Mante   | El Canal de la Familia Mantense | 13    | General                | -            | -             | Comercial        | CABLEMAS    | 28 de enero de 1989     | 31 de diciembre de 2021 | Insolvencia económica |

#### Canal 13 (Local)
Canal 13, conocido como “El Canal de la familia Mantense”, fue un canal de televisión local por cable en Ciudad Mante, Tamaulipas. Este canal estuvo al aire durante 31 años, gracias al sistema de cable Cablemas. Fue fundado el 28 de enero de 1989 por el Arq. Luis Alberto Cruz Colunga. A lo largo de su existencia, Canal 13 ofreció una programación diversa que incluía noticieros, programas de revista y reality shows de canto, convirtiéndose en una parte integral de la vida cotidiana de los habitantes de la región.
El 8 de julio de 2020, Canal 13 cambió su frecuencia y pasó a ser el Canal 75, adoptando el eslogan “Televisión de las Huastecas”. Este cambio no solo implicó una nueva ubicación en el dial, sino también una ampliación de su cobertura, que abarcó El Mante, Xicoténcatl y Ciudad Valles en San Luis Potosí. La llegada del grupo de telecomunicaciones WIZZ facilitó esta transición, permitiendo que el canal llegara a una audiencia más amplia y diversificada.
A pesar de estos esfuerzos por modernizarse y expandirse, Canal 13 enfrentó desafíos económicos significativos. La insolvencia financiera llevó a que la televisora cesara sus transmisiones el 31 de diciembre de 2021. Este cierre marcó el fin de una era para la comunidad, que había visto en Canal 13 una fuente constante de información, entretenimiento y conexión cultural. Durante sus más de tres décadas de operación, Canal 13 se destacó por su compromiso con la comunidad. Los noticieros locales mantenían a los ciudadanos informados sobre los eventos más relevantes, mientras que los programas de revista ofrecían una plataforma para discutir temas de interés general, desde la salud y la educación hasta la cultura y el entretenimiento. Los reality shows de canto, por su parte, brindaban una oportunidad para que los talentos locales se dieran a conocer y se conectaran con una audiencia más amplia.
Los programas más exitosos y recordados del Canal 13 Mante fueron:
- Jhony 5 (Programa sabatino lleno de concursos y regalos) Duración al aire: 1989 al 2000 - Conducido por: el payasito Jhony 5

- Los Fulanitos (Programa infantil con reportajes y concursos) Duración al aire: 2001 al 2007 - Conducido por: Payasitos de la localidad

- Social Mante (Programa dedicado a la cobertura de eventos sociales en el Mante) Duración al aire: 2008 al 2013 - Conducido por: Paola Medina, Maritza Enríquez y Lalo González

- Zona Light (Programa juvenil lleno de reportajes, sketches y música en vivo) Duración al aire: 2013 al 2020 - Conducido por: Miech y Lalo González

- Causa y Efecto (Programa de ayuda social) Duración al aire: 2013 al 2016 - Conducido por: "Arqui" Luis Alberto Colunga y Andrea Espinoza

- Noticiero Informante - Duración al aire: 1989 - 2021 - Conducido por: Diversos comunicadores de la región, los más recordados, Santiago Hernández, Alberto Polanco y Néstor Ortiz

- Músicalísimo con Jorge Marshall (+) - (Programa musical, difusión de los grupos locales) Duración al aire: 2007 - 2019 - Conducido por: Jorge Marshall (+) y Alfredo Castillo

### Radio
Estaciones de radio en FM 
| Nombre de la emisora | Indicativo de la emisora | Frecuencia | Perfil de programación                  | Operado por                       |
| Bonita               | XHECM-FM                 | 91.1       | Oldies                                  | ORT                               |
| EXA                  | XHRLM-FM                 | 91.9       | Pop, rock, reguetón, k-pop, electrónica | ORT y MVS Radio                   |
| La Chabela           | XHYP-FM                  | 93.9       | Norteña                                 | ORT                               |
| La Super Buena       | XHXO-FM                  | 95.7       | Ranchera                                | ORT                               |
| La Jefa              | XHEMY-FM                 | 98.7       | Grupera                                 | ORT                               |
| Radio Tamaulipas     | XHMAE-FM                 | 94.9       | Cultural                                | Gobierno del Estado de Tamaulipas |

### Estaciones de radio extintas
| Nombre de la emisora | Indicativo de la emisora | Frecuencia | Perfil de programación | Operado por                         | Inicio de transmisiones | Cese de transmisiones | Causa de su cierre                                                      |
| Bonita               | XECM-AM                  | 1450       | Oldies                 | ORT                                 | 9 de noviembre de 1951  | 2012                  | Transición a 91.1 FM                                                    |
| Imagen Radio 1520    | XEYP-AM                  | 1520       | Pop Español e inglés   | ORT e Imagen Radio                  | 1964                    | 2012                  | Transición a XHYP-FM 93.9                                               |
| La Super Buena       | XEXO-AM                  | 1390       | Ranchera               | ORT                                 | 1972                    | 2012                  | Transición a XHXO-FM 95.7                                               |
| La Jefa              | XEMY-AM                  | 840        | Grupera                | ORT                                 | 14 de marzo de 1966     | 2012                  | Transición a XHEMY-FM 98.7                                              |
| Radio UAT            | XHMTE-FM                 | 92.3       | Cultural               | Universidad Autónoma de Tamaulipas. | 1997                    | 2012                  | Terminación del permiso debido a negativa de prórroga por parte del IFT |

## Educación
Dentro de Ciudad Mante existen muchas instituciones de educación desde Preescolar hasta el Nivel Superior. El nivel Preescolar y Primaria es atendido por la Secretaría de Educación Pública (SEP) y la Secretaría de Educación, Cultura y Deporte (SECUDE), el Consejo Nacional de Fomento Educativo (CONAFE), el Fideicomiso de Obras Sociales a Cañeros de Escasos Recursos (FIOSCER) y el Sistema Municipal para el Desarrollo Integral de la Familia (DIF-Municipal).
La educación media (secundaria) se imparte por medio de planteles establecidos en la cabecera municipal. El nivel medio superior también cuenta con suficiente infraestructura para satisfacer la demanda de educación de la ciudad y la región, destacando en el ámbito público el CBTIS n.º 15 y la Preparatoria Mante, perteneciente a la Universidad Autónoma de Tamaulipas (UAT). Además existen alternativas para jóvenes que no pueden continuar sus estudios a nivel medio y medio-superior. 
La educación superior cubre la demanda de diversas alternativas profesionales, tanto en instituciones públicas como privadas. Dentro de las primeras resalta la Unidad Académica Multidisciplinaria Mante de la UAT, con carreras como Agronomía, Enfermería, entre otras; el Instituto Tecnológico Superior de El Mante que atiende profesiones como empresariales, industriales y químicos. En el ámbito privado, destaca el pionero IMEP (Instituto Mantense de Estudios Profesionales).

## Turismo
El municipio de El Mante cuenta con diferentes áreas muy apropiadas para practicar deportes extremos y ecoturismo. Así como también cuenta con amplias áreas de esparcimiento.

## Ciudades hermanas
- Boulder, Colorado, EE. UU.[30]